# Холм (Холм-Жирковский район)
Холм — деревня в Холм-Жирковском районе Смоленской области России. Входит в состав Батуринского сельского поселения. Население — 3 жителя (2007 год). 
Расположена в северной части области в 43 км к северо-западу от Холм-Жирковского, в 9 км юго-восточнее автодороги Р136 Смоленск — Нелидово, на берегу реки Литея. В 29 км восточнее деревни расположена железнодорожная станция Никитинка на линии Дурово — Владимирский Тупик. 

## История
4 октября 1941 года на 105-й день войны  3-я танковая группа достигла Холма, подойдя к верхнему течению Днепра прорвалась по уцелевшим мостам на восточный берег и повернула на Вязьму.
В годы Великой Отечественной войны деревня была оккупирована гитлеровскими войсками в октябре 1941 года, освобождена в марте 1943 года.